# Ruś Mała
Ruś Mała (deutsch Klein Reußen) ist ein Ort in der polnischen Woiwodschaft Ermland-Masuren. Er gehört zur Gmina Ostróda (Landgemeinde Osterode in Ostpreußen) im Powiat Ostródzki (Kreis Osterode in Ostpreußen).

## Geographische Lage
Ruś Mała am Ostufer des Flüsschen Schilling (polnisch Szelążnica) und 500 Meter nordöstlich des Pausen-Sees (polnisch Jezioro Pauzeńskie) liegt im Westen der Woiwodschaft Ermland-Masuren, drei Kilometer nördlich der Kreisstadt Ostróda (deutsch Osterode in Ostpreußen).

Schema der Schleuse Mała Ruś im Oberlandkanal

## Geschichte
Das kleine Dorf mit seiner einst zum Osteroder Stadtwald gehörenden Försterei wurde 1333 erstmals urkundlich erwähnt. Zwischen 1874 und 1945 war der Ort in den Amtsbezirk Thierberg (polnisch Zwierzewo) im Kreis Osterode in Ostpreußen eingegliedert.
Im Jahre 1910 waren Klein Reußen 126 Einwohner gemeldet. Ihre Zahl belief sich 1933 auf 86 und 1939 auf 95.
In Kriegsfolge wurde 1945 das gesamte südliche Ostpreußen an Polen überstellt. Klein Reußen erhielt die polnische Namensform „Ruś Mała“ und ist heute eine Ortschaft im Verbund der Landgemeinde Ostróda (Osterode i. Ostpr.) im Powiat Ostródzki (Kreis Osterode in Ostpreußen), bis 1998 der Woiwodschaft Olsztyn, seither der Woiwodschaft Ermland-Masuren zugehörig. Im Jahre 2011 zählte Ruś Mała 56 Einwohner.
Eine nahegelegene Schleuse (polnisch Śluza) im Oberlandkanal (polnisch Kanał Ostródzki, auch Kanał Elbląski) stellt mit seinem Namen eine Beziehung zum Dorf Ruś Mała her.

## Kirche
Bis 1945 war Klein Reußen kirchlich zur Kreisstadt Osterode hin orientiert, sowohl evangelischer- als auch katholischerseits. Die Beziehung zu Ostróda besteht  heute weiter.

## Verkehr
Ruś Mała ist der Endpunkt einer von Międzylesie (Thierberg, Abbau) herführenden Straße. Eine Bahnanbindung besteht nicht.